# Стационарная орбита
Стациона́рная орби́та — частный случай синхронной орбиты, плоскость которой совпадает с плоскостью экватора центрального тела. Спутник на стационарной орбите кажется неподвижным с точки зрения наблюдателей, находящихся на центральном теле.
Стационарная орбита небесного тела вычисляется по следующей формуле:
Где {\displaystyle R} - радиус орбиты от центра небесного тела; {\displaystyle G} — гравитационная постоянная; {\displaystyle M} — масса небесного тела в килограммах; {\displaystyle \omega } - угловая скорость небесного тела.
Угловая скорость в свою очередь вычисляется по формуле:
Где {\displaystyle T} - период одного оборота вокруг своей оси (звёздные сутки) небесного тела.

## Применение
Многие искусственные спутники Земли, предназначенные для теле- и радиовещания, находятся на геостационарной орбите.